# Джо Мазулла
Джо Мазулла (англ. Joe Mazzulla; нар. 30 червня 1988) — американський професійний баскетбольний тренер, який з вересня 2022 року виконував обов'язки головного тренера команди НБА «Бостон Селтікс». 16 лютого 2023 року «Селтікс» офіційно призначили його головним тренером і продовжили з ним контракт. Мазулла грав у студентський баскетбол за Університет Західної Вірджинії.